# Melanargia jahandiezi
Melanargia jahandiezi är en fjärilsart som beskrevs av Charles Oberthür 1922. Melanargia jahandiezi ingår i släktet Melanargia och familjen praktfjärilar. Inga underarter finns listade i Catalogue of Life.